# Green Film Shooting
Green Film Shooting ist eine deutsch-englischsprachige Plattform, die über umwelt- und ressourcenschonende Maßnahmen und Möglichkeiten in der Film- und Medienproduktion informiert. Die thematische Bandbreite der vorgestellten Best Practice-Beispiele, Innovationen und Projekte reicht von der Planung und dem Dreh bis hin zur Auswertung im Kino, auf digitalen Plattformen und Festivals. Als europäisches Netzwerk bietet Green Film Shooting eine Übersicht über Initiativen, Organisationen und Förderungen, die sich für eine nachhaltige Film- und Medienproduktion einsetzen.
Auf der Website wird auch das jährlich als Druckerzeugnis erscheinende Green Film Shooting-Magazin veröffentlicht. Weitere Publikationen umfassen Sonderhefte zum COP 21, CineRegio Green Reports sowie Masterarbeiten zur grünen Filmproduktion von Studenten.
Die Initiative wurde 2012 von der Diplom-Politologin und Filmjournalistin Birgit Heidsiek, Enkelin des Widerstandskämpfers Wilhelm Heidsiek gegründet, die auch die Website betreibt. Als ein Spin-Off von Green Film Shooting ist die Initiative Grünes Kino entstanden, die Birgit Heidsiek seit 2017 als Grüne Kino-Beauftragte der Filmförderungsanstalt betreut.

## Hintergrund
Green Film Shooting ist eine unabhängige Plattform, die sich zum Ziel gesetzt hat, in der energie- und ressourcenintensiven Film- und Medienproduktion ein Umweltbewusstsein zu schaffen. Der Ansatz sieht vor, Ideen, Informationen und Inspirationen zur Umsetzung umweltschonender Film- und Medienproduktionen zu vermitteln, was verschiedene Sektoren wie Energie, Transport und Mobilität, Abfall, Gebäude, Ausstattung, Ernährung, Kleidung und Kosmetik umfasst. Zu den Gastautoren zählen der deutsche Fachjournalist Bernd Jetschin, der belgische Nachhaltigkeitsexperte Tim Wagendorp, die Nachhaltigkeitsberaterin Katja Schwarz und der Produzent und Green Consultant Fabian Linder.
Um die Thematik in die internationale Film- und Medienbranche zu tragen, veranstaltet Green Film Shooting seit 2015 Events im Rahmen der Internationalen Filmfestspiele in Berlin. und Cannes, für die als Partner deutsche und internationale Filmförderungen, die Berlinale, das Bundesumweltministerium sowie NGOs wie die Sielmann-Stiftung gewonnen wurden. Die Green Film Shooting-Herausgeberin Birgit Heidsiek hält Vorträge an Filmschulen, veranstaltet Workshops und Konferenzen im In- und Ausland und hat 2020 einen TEDx-Talk zu grüner Filmproduktion gehalten. 

## Zertifizierungen und Auszeichnungen
Green Film Shooting ist 2019 als Hamburger Ökoprofit-Betrieb 2019 zertifiziert worden. Mit Hilfe dieses Umweltmanagementsystems hat Green Film Shooting seine Ökobilanz durch Einsparung von Ressourcen und umweltverträglicher Materialbeschaffung noch weiter optimiert. Um den CO2-Fußabdruck möglichst gering zu halten, erfolgt das Hosting der Green Film Shooting-Website bereits seit ihrem Bestehen in einem Rechenzentrum, das mit erneuerbaren Energien gespeist wird. Das Green Film Shooting-Magazin ist als Druckerzeugnis mit dem Umweltzeichen Blauer Engel ausgezeichnet.
Green Film Shooting ist vom Rat für Nachhaltige Entwicklung (RNE) und den Regionalen Netzstellen Nachhaltigkeitsstrategien (RENN) als „Projekt Nachhaltigkeit 2019“ prämiert worden. Der RNE und die RENN haben Green Film Shooting zudem mit dem Hauptpreis als „Transformationsprojekt Nachhaltigkeit 2019“ ausgezeichnet. Mit dem Preis ist die Pflanzung eines Apfelbaums verbunden, der 2020 gepflanzt worden ist.
Der Bundesdeutsche Arbeitskreis für Umweltbewusstes Management hat Green Film Shooting mit einer Urkunde beim Wettbewerb „Büro & Umwelt“ 2019 ausgezeichnet.
2020 war Green Film Shooting unter den Nominierten auf der Shortlist für den „makers & shakers Sustainability Award“, den die britische Brancheninitiave Focus erstmals vergeben hat.